# جبل اللؤلؤة
جبل اللؤلؤة وهو أحد جبال اليمن الأثرية ويبلغ ارتفاعه حوالي 1500 متر عن مستوى سطح البحر ويقع في عزلة الزيلعي شرق قرية الهبش ورحبان ، ويحـاذي ا لجبـل الطريق الرئيسي المؤدي إلى دمنة خدير من الناحية الشمالية .

## ملامح اثرية
يوجد في أعلى قمة الجبل تجويفات محاطة ببعض الحجار المهندمة ربما كانـت تستخدم كمخازن للحبوب ، وهي على شكل مغارات فتحة كل منها ( مترا ً واحدا ً ) تقريبا ً ، وفي أسفل قمة الجبل توجد بقايا جدران تبلغ ارتفاعاتها ما بين ( متر واحد إلى مترين ) ، وبجانبها بركة للماء بيضاوية الشكل منحوتة في الصخر ، وقد طليت من الداخل بمادة القضاض لمنع تسرب المياه ، وفي السفح الغربي للجبل يتضمن جرف مستطيل الشكل أبعاده ( 80 × 10 سم ) حفرت فيه حفرتان صغيرتان مدببتان مـن أسفل ومنفرجتين من أعلى ، وفي الاتجاه الغربي - أيضا ً - توجد مستوطنة سكنية بنيت منازلهـا مـن أحجار غير مهذبة ،يبلغ متوسط ارتفاع جدرانها حوالي ( المتر أو أكثر ) توحي بالبساطة مما يـدل أن مساكنها للطبقات الدنيا لاس يما أن هناك في الناحية الجنوبية بناء
مستطيل الشكل شيد بأحجار مهذبـة ، استخدمت مادة القضاض للربط بين الأحجار ، مما يوحي أن البناء كان مسكنا ً للحاكم ، وبجانبه حـوض للمياه ، وفي الناحية الجنوبية - أيضا ً - يوجد بئر بنيت جدرانه بأحجار مهذبة ربما نقلـت مـن أبنيـة مواقع قديمة ، وتشير الروايات أنه كان يوجد نقشان بخط المسند عند حافة البئر ولكنهما أخذا واستخدما في بناء أحد المنازل الحديثة بالقرية .